# Lijst van voetbalinterlands Egypte - Kameroen
Deze lijst van voetbalinterlands is een overzicht van alle officiële voetbalwedstrijden tussen de nationale teams van Egypte en Kameroen. De Afrikaanse landen hebben tot op heden 26 keer tegen elkaar gespeeld. De eerste ontmoeting was een vriendschappelijke wedstrijd op 23 februari 1983 in Yaoundé. Het laatste duel, een halve finale tijdens de Afrika Cup 2021, werd gespeeld op 3 februari 2022 in de Kameroense hoofdstad.

## Wedstrijden
| №  | Plaats       | Datum            | Competitie             | Wedstrijd         | Uitslag |
| -- | ------------ | ---------------- | ---------------------- | ----------------- | ------- |
| 1  | Yaoundé      | 23 februari 1983 | Vriendschappelijk      | Kameroen − Egypte | 2 − 0   |
| 2  | Douala       | 26 februari 1983 | Vriendschappelijk      | Kameroen − Egypte | 1 − 1   |
| 3  | Caïro        | 29 mei 1983      | Vriendschappelijk      | Egypte − Kameroen | 4 − 0   |
| 4  | Abidjan      | 4 maart 1984     | Afrika Cup 1984        | Kameroen − Egypte | 0 − 1   |
| 5  | Douala       | 3 februari 1985  | Vriendschappelijk      | Kameroen − Egypte | 1 − 0   |
| 6  | Yaoundé      | 6 februari 1985  | Vriendschappelijk      | Kameroen − Egypte | 0 − 0   |
| 7  | Caïro        | 29 maart 1985    | Vriendschappelijk      | Egypte − Kameroen | 2 − 0   |
| 8  | Caïro        | 31 maart 1985    | Vriendschappelijk      | Egypte − Kameroen | 2 − 1   |
| 9  | Caïro        | 21 maart 1986    | Afrika Cup 1986        | Egypte − Kameroen | 0 − 0   |
| 10 | Nairobi      | 9 augustus 1987  | Afrikaanse Spelen 1987 | Kameroen − Egypte | 1 − 1   |
| 11 | Rabat        | 14 maart 1988    | Afrika Cup 1988        | Egypte − Kameroen | 0 − 1   |
| 12 | Douala       | 18 juli 1992     | Vriendschappelijk      | Kameroen − Egypte | 0 − 1   |
| 13 | Yaoundé      | 22 juli 1992     | Vriendschappelijk      | Kameroen − Egypte | 0 − 1   |
| 14 | Caïro        | 16 maart 1994    | Vriendschappelijk      | Egypte − Kameroen | 0 − 0   |
| 15 | Johannesburg | 18 januari 1996  | Afrika Cup 1996        | Kameroen − Egypte | 2 − 1   |
| 16 | Caïro        | 22 december 1997 | Vriendschappelijk      | Egypte − Kameroen | 2 − 0   |
| 17 | Sikasso      | 2 februari 2002  | Afrika Cup 2002        | Kameroen − Egypte | 1 − 0   |
| 18 | Monastir     | 3 februari 2004  | Afrika Cup 2004        | Kameroen − Egypte | 0 − 0   |
| 19 | Caïro        | 5 september 2004 | WK 2006 kwalificatie   | Egypte − Kameroen | 3 − 2   |
| 20 | Yaoundé      | 8 oktober 2005   | WK 2006 kwalificatie   | Kameroen − Egypte | 1 − 1   |
| 21 | Kumasi       | 22 januari 2008  | Afrika Cup 2008        | Egypte − Kameroen | 4 − 2   |
| 22 | Accra        | 10 februari 2008 | Afrika Cup 2008        | Egypte − Kameroen | 1 − 0   |
| 23 | Benguela     | 25 januari 2010  | Afrika Cup 2010        | Egypte − Kameroen | 3 − 1   |
| 24 | Omdurman     | 20 mei 2012      | Vriendschappelijk      | Egypte − Kameroen | 2 − 1   |
| 25 | Libreville   | 5 februari 2017  | Afrika Cup 2017        | Egypte − Kameroen | 1 − 2   |
| 26 | Yaoundé      | 3 februari 2022  | Afrika Cup 2021        | Kameroen − Egypte | 0 − 0   |

## Samenvatting
| Competitie        | Totaal gespeeld | Winst Egypte | Gelijk | Winst Kameroen | Doelsaldo Egypte – Kameroen |
| ----------------- | --------------- | ------------ | ------ | -------------- | --------------------------- |
| WK-kwalificatie   | 2               | 1            | 1      | 0              | 4 − 3                       |
| Afrika Cup        | 11              | 3            | 3      | 5              | 11 − 9                      |
| Afrikaanse Spelen | 1               | 0            | 1      | 0              | 1 − 1                       |
| Vriendschappelijk | 12              | 7            | 3      | 2              | 15 − 6                      |
| Totaal            | 26              | 11           | 8      | 7              | 31 − 19                     |

Wedstrijden bepaald door strafschoppen worden, in lijn met de FIFA, als een gelijkspel gerekend.

## Details

### Vierde ontmoeting
| Afrika Cup 1984 (Abidjan, Ivoorkust, 4 maart 1984): |       |          |
| Egypte                                              | 1 – 0 | Kameroen |
| Taher Abouzeid 78'                                  | goals |          |

### 25ste ontmoeting
| Finale Afrika Cup 1984 (Libreville, Gabon, 5 februari 2017): |       |                                            |
| Egypte                                                       | 1 – 2 | Kameroen                                   |
| Mohamed Elneny 22'                                           | goals | 59' Nicolas N'Koulou 88' Vincent Aboubakar |

EFA · A-internationals · Selecties · Bondscoaches · Egyptisch vrouwenelftal · Olympisch elftal · Egypte U21 · Egypte U20 · Egypte U19 · Egypte U18 · Egypte U17
1920 – 1929 · 
1930 – 1939 · 
1940 – 1949 · 
1950 – 1959 · 
1960 – 1969 · 
1970 – 1979 · 
1980 – 1989 · 
1990 – 1999 · 
2000 – 2009 · 
2010 – 2019 ·
2020 − 2029
WK 1934 · 
WK 1990 · 
WK 2018
OS 1924 · 
OS 1928 · 
OS 1936 · 
OS 1948 · 
OS 1952 · 
OS 1960 · 
OS 1964 · 
OS 1968 · 
OS 1992 · 
OS 2012 · 
OS 2020
1920 · 
1921–1923 · 
1924 · 
1925–1927 · 
1928 · 
1929–1931 · 
1932 · 
1933 · 
1934 · 
1935 · 
1936 · 
1937–1947 · 
1948 · 
1949 · 
1950 · 
1952 · 
1952 · 
1953 · 
1954 · 
1955 · 
1956 · 
1957 · 
1958 · 
1959 · 
1960 · 
1961 · 
1962 · 
1963 · 
1964 · 
1965 · 
1966 · 
1967 · 
1968 · 
1969 · 
1970 · 
1971 · 
1972 · 
1973 · 
1974 · 
1975 · 
1976 · 
1977 · 
1978 · 
1979 · 
1980 · 
1981 · 
1982 · 
1983 · 
1984 · 
1985 · 
1986 · 
1987 · 
1988 · 
1989 · 
1990 · 
1991 · 
1992 · 
1993 · 
1994 · 
1995 · 
1996 · 
1997 · 
1998 · 
1999 · 
2000 · 
2001 · 
2002 · 
2003 · 
2004 · 
2005 · 
2006 · 
2007 · 
2008 · 
2009 · 
2010 · 
2011 · 
2012 ·
2013 ·
2014 ·
2015 ·
2016 ·
2017 ·
2018 ·
2019 ·
2020 ·
2021 ·
2022 ·
2023 ·
2024
Algerije ·
Angola ·
Argentinië ·
Australië ·
Bahrein ·
België ·
Benin ·
Bolivia ·
Bosnië en Herzegovina ·
Botswana ·
Brazilië ·
Bulgarije ·
Burkina Faso ·
Burundi ·
Canada ·
Centraal-Afrikaanse Republiek ·
Chili ·
China ·
Colombia ·
Comoren ·
Congo-Brazzaville ·
Congo-Kinshasa ·
DDR ·
Denemarken ·
Djibouti ·
Duitsland ·
Engeland ·
Equatoriaal-Guinea ·
Estland ·
Ethiopië ·
Finland ·
Frankrijk ·
Gabon ·
Georgië ·
Ghana ·
Griekenland ·
Guinee ·
Guinee-Bissau ·
Hongarije ·
Ierland ·
Indonesië ·
Irak ·
Iran ·
Italië ·
Ivoorkust ·
Jamaica ·
Japan ·
Jemen ·
Joegoslavië ·
Jordanië ·
Kaapverdië ·
Kameroen ·
Kenia ·
Koeweit ·
Kroatië ·
Libanon ·
Liberia ·
Libië ·
Litouwen ·
Luxemburg ·
Madagaskar ·
Malawi ·
Mali ·
Malta ·
Marokko ·
Mauritanië ·
Mauritius ·
Mexico ·
Mozambique ·
Namibië ·
Nederland ·
Nieuw-Zeeland ·
Niger ·
Nigeria ·
Noord-Korea ·
Noord-Macedonië ·
Noorwegen ·
Oeganda ·
Oman ·
Oostenrijk ·
Palestina ·
Polen ·
Portugal ·
Qatar ·
Roemenië ·
Rusland ·
Rwanda ·
Saoedi-Arabië ·
Schotland ·
Senegal ·
Sierra Leone ·
Slowakije ·
Soedan ·
Somalië ·
Spanje ·
Swaziland ·
Syrië ·
Tanzania ·
Thailand ·
Togo ·
Trinidad en Tobago ·
Tsjaad ·
Tsjecho-Slowakije ·
Tunesië ·
Turkije ·
Uruguay ·
Verenigde Arabische Emiraten ·
Verenigde Staten ·
Wit-Rusland ·
Zambia ·
Zimbabwe ·
Zuid-Afrika ·
Zuid-Jemen ·
Zuid-Korea ·
Zuid-Soedan ·
Zweden ·
Zwitserland
Kameroen (2017) ·
Rusland (2018) ·
Saoedi-Arabië (2018) ·
Uruguay (2018)
FCF · A-internationals · Selecties · Bondscoaches · Statistieken · Kameroens vrouwenelftal · Kameroen U21 · Kameroen U20 · Kameroen U19 · Kameroen U18 · Kameroen U17
1960 – 1969 · 
1970 – 1979 · 
1980 – 1989 · 
1990 – 1999 · 
2000 – 2009 · 
2010 – 2019 ·
2020 − 2029
CC 2001 · 
CC 2003
WK 1982 · 
WK 1990 · 
WK 1994 · 
WK 1998 · 
WK 2002 · 
WK 2010 · 
WK 2014 ·
WK 2022
OS 1984 · 
OS 2000 · 
OS 2008
1961 · 
1960 · 
1961 · 
1962 · 
1963 · 
1964 · 
1965 · 
1966 · 
1967 · 
1968 · 
1969 · 
1970 · 
1971 · 
1972 · 
1973 · 
1974 · 
1975 · 
1976 · 
1977 · 
1978 · 
1979 · 
1980 · 
1981 · 
1982 · 
1983 · 
1984 · 
1985 · 
1986 · 
1987 · 
1988 · 
1989 · 
1990 · 
1991 · 
1992 · 
1993 · 
1994 · 
1995 · 
1996 · 
1997 · 
1998 · 
1999 · 
2000 · 
2001 · 
2002 · 
2003 · 
2004 · 
2005 · 
2006 · 
2007 · 
2008 · 
2009 · 
2010 · 
2011 · 
2012 · 
2013 ·
2014 ·
2015 ·
2016 ·
2017 ·
2018 ·
2019 ·
2020 ·
2021 ·
2022
Albanië ·
Algerije ·
Angola ·
Argentinië ·
Australië ·
Benin ·
Bolivia ·
Brazilië ·
Bulgarije ·
Burkina Faso ·
Burundi ·
Canada ·
Centraal-Afrikaanse Republiek ·
Chili ·
Colombia ·
Comoren ·
Congo-Brazzaville ·
Congo-Kinshasa ·
Costa Rica ·
Cuba ·
Denemarken ·
Duitsland ·
Egypte ·
Engeland ·
Equatoriaal-Guinea ·
Eritrea ·
Ethiopië ·
Finland ·
Frankrijk ·
Gabon ·
Gambia ·
Georgië ·
Ghana ·
Griekenland ·
Guinee ·
Guinee-Bissau ·
Ierland ·
India ·
Indonesië ·
Iran ·
Italië ·
Ivoorkust ·
Jamaica ·
Japan ·
Kaapverdië ·
Kenia ·
Koeweit ·
Kroatië ·
Lesotho ·
Liberia ·
Libië ·
Luxemburg ·
Madagaskar ·
Malawi ·
Mali ·
Marokko ·
Mauritanië ·
Mauritius ·
Mexico ·
Moldavië · 
Mozambique ·
Namibië ·
Nederland ·
Niger ·
Nigeria ·
Noord-Macedonië ·
Noorwegen ·
Oeganda ·
Oekraïne ·
Oezbekistan ·
Oostenrijk ·
Panama ·
Paraguay ·
Peru ·
Polen ·
Portugal ·
Roemenië ·
Rusland ·
Rwanda ·
Saoedi-Arabië ·
Sao Tomé en Principe ·
Senegal ·
Servië ·
Sierra Leone ·
Slowakije ·
Soedan ·
Somalië ·
Sovjet-Unie ·
Swaziland ·
Tanzania ·
Thailand · 
Togo ·
Tsjaad ·
Tunesië ·
Turkije ·
Verenigde Staten ·
Zambia ·
Zimbabwe ·
Zuid-Afrika ·
Zuid-Korea ·
Zuid-Soedan ·
Zweden ·
Zwitserland
Brazilië (2014) · 
Brazilië (2022) · 
Denemarken (2010) · 
Egypte (2017) ·
Frankrijk (2003) · 
Italië (1982) · 
Japan (2010) · 
Kroatië (2014) · 
Mexico (2014) ·
Nederland (2010) · 
Peru (1982) · 
Polen (1982) · 
Servië (2022)